# Louise Thomsenová
Marie Louise Thomsenová rozená Molbechová (nepřechýleně Louise Thomsen; 26. února 1823, Sorø – 16. června 1907) byla průkopnická dánská fotografka, která od počátku 60. let 19. století provozovala fotografickou firmu v Hellebæku na severu Sjællandu. Mnoho fotografií, které pořídila v oblasti poblíž svého domova, se zachovalo a jsou publikovány v knížce Fotografen Louise Thomsen 1823–1907 Jespera Godvina Hansena.

## Životopis
Marie Louise Molbechová se narodila v Sorø 26. února 1823 a byla dcerou učitele Carla Frederika Molbecha (1785–1864) a jeho manželky Cathariny Marie Schertnerové (1782–1860). Měla dva starší bratry. Po maturitě na Frederiksborg lærde skole v Hillerødu se stala soukromou učitelkou dětí své sestřenice ve Frederiksyndest poblíž Fredensborgu.
Dne 14. června 1856 se provdala za Fredericha Gottfrieda Thomsena (1819–1891). V roce 1862 se rodina přestěhovala do domu známého jako Skovhuset v Hellebæku, kde strávila zbytek svého života.
V srpnu 1864 a často poté magazín Helsingør Avis zveřejnil inzerát oznamující, že umělkyně pořizuje portréty v bývalém lesním domě v Hellebæku. Královská dánská knihovna má několik portrétů pořízených umělkyní. Na zadní straně je vyraženo: "Photogr. af L. Thomsen, Hellebæk" (fotografovala L. Thomsenová, Hellebæk). Proslavila se jako kompetentní fotografka.
Marie Louise Thomsenová zemřela 16. června 1907, bylo jí 84 let.

## Galerie

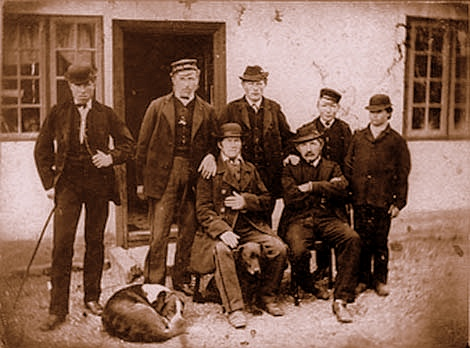
Skupinová portrétní fotografie
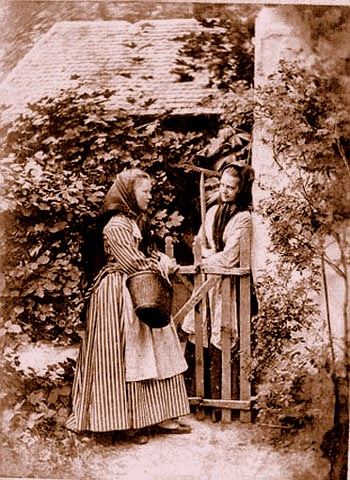
Dívky u branky
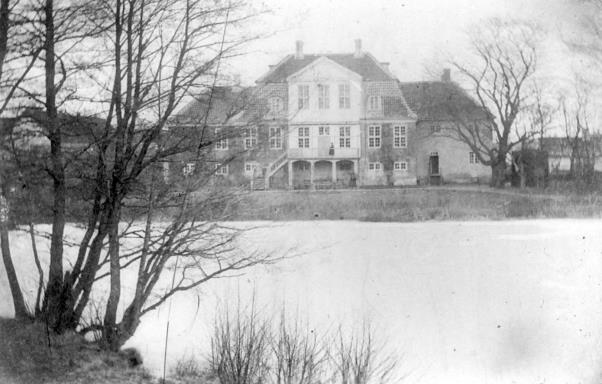
Hellebækgård, asi 1870